# Правдино (озеро)
Правдино (каз. Правдино) — озеро в районе Магжана Жумабаева Северо-Казахстанской области Казахстана. Находится к западу от села Суворовка.
По данным топографической съёмки 1940-х годов, площадь поверхности озера составляет 2,12 км². Наибольшая длина озера — 1,9 км, наибольшая ширина — 1,6 км. Длина береговой линии составляет 7 км, развитие береговой линии — 1,34. Озеро расположено на высоте 129,6 м над уровнем моря.
По данным обследования 1957 года, площадь поверхности озера составляет 3,2 км². Максимальная глубина — 2,4 м, объём водной массы — 3,8 млн. м³, общая площадь водосбора — 49,1 км².